# آندره کوریوو
آندره کوریوو (فرانسوی: André Corriveau‎) کارگردان فیلم و تدوین‌گر اهل کانادا از استان کبک است که بابت کارهایش یک جایزه جمینای (۱۹۹۴) و دو جایزه جینی (۱۹۸۱ و ۱۹۸۵) برده است. او یک مرتبه هم نامزد دریافت جایزه جمینای و ۶ مرتبه نامزد دریافت جایزه جمینای شده است.
از فیلم‌هایی که وی در آن‌ها نقش داشته است، می‌توان به پسر من باید ارمنی باشد و جادوگر جوان اشاره نمود.